# Lagtjärnarna (Sorsele socken, Lappland, 726284-159858)
Lagtjärnarna är en sjö i Sorsele kommun i Lappland och ingår i Umeälvens huvudavrinningsområde.